# Municipio de McKennon
El municipio de McKennon (en inglés: McKennon Township) es un municipio ubicado en el condado de Johnson en el estado estadounidense de Arkansas. En el año 2010 tenía una población de 944 habitantes y una densidad poblacional de 19,86 personas por km².

## Geografía
El municipio de McKennon se encuentra ubicado en las coordenadas 35°24′11″N 93°18′49″O / 35.40306, -93.31361. Según la Oficina del Censo de los Estados Unidos, el municipio tiene una superficie total de 47.52 km², de la cual 43,5 km² corresponden a tierra firme y (8,46 %) 4,02 km² es agua.

## Demografía
Según el censo de 2010, había 944 personas residiendo en el municipio de McKennon. La densidad de población era de 19,86 hab./km². De los 944 habitantes, el municipio de McKennon estaba compuesto por el 94,92 % blancos, el 0,42 % eran afroamericanos, el 1,69 % eran amerindios, el 0,11 % eran asiáticos, el 0,85 % eran de otras razas y el 2,01 % eran de una mezcla de razas. Del total de la población el 2,54 % eran hispanos o latinos de cualquier raza.